# دم شیر (گیاه)
لونوروس کاردیاکا (نام علمی: Leonurus cardiaca) نام یک گونه از تیره نعناعیان است.

## نگارخانه

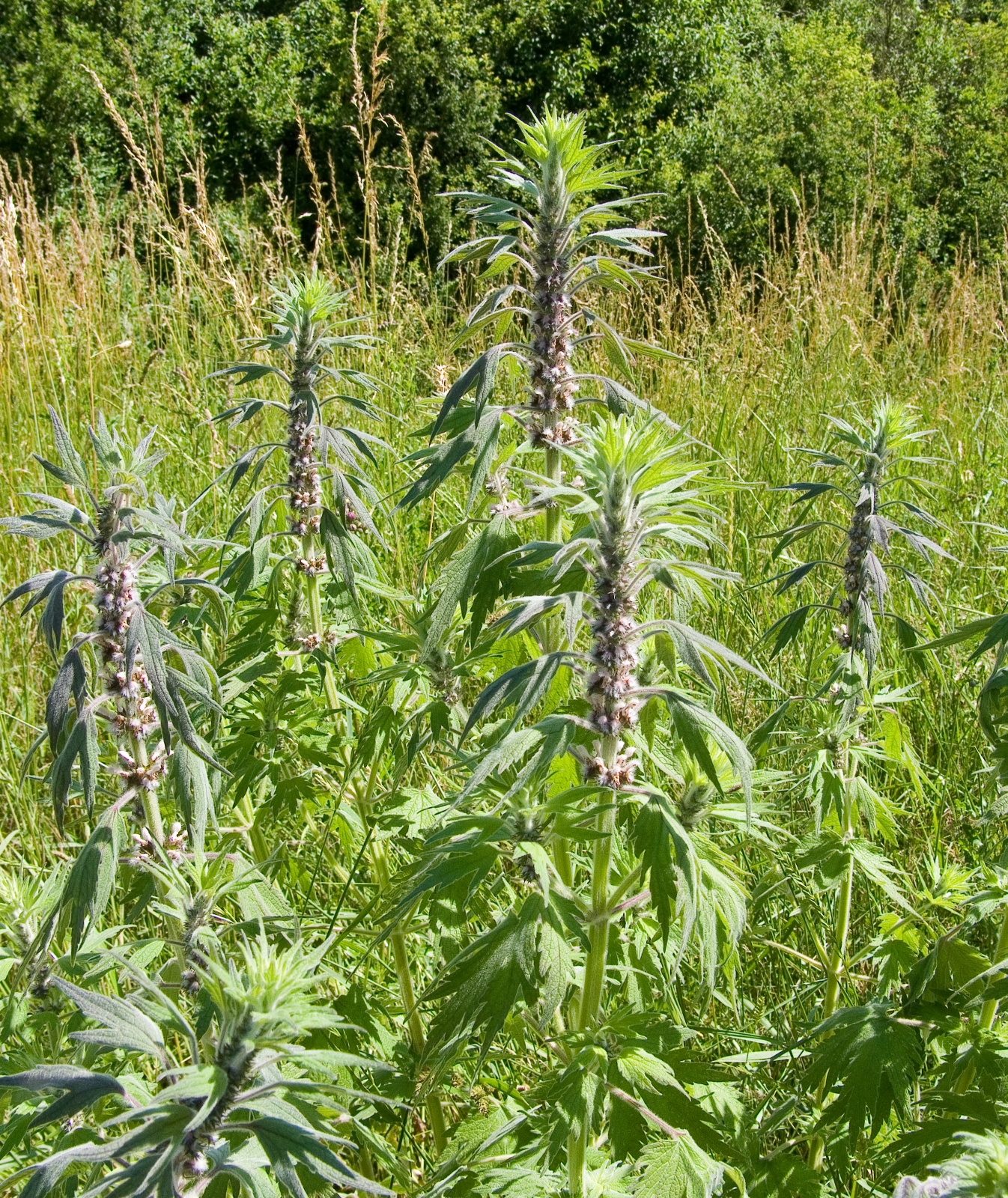
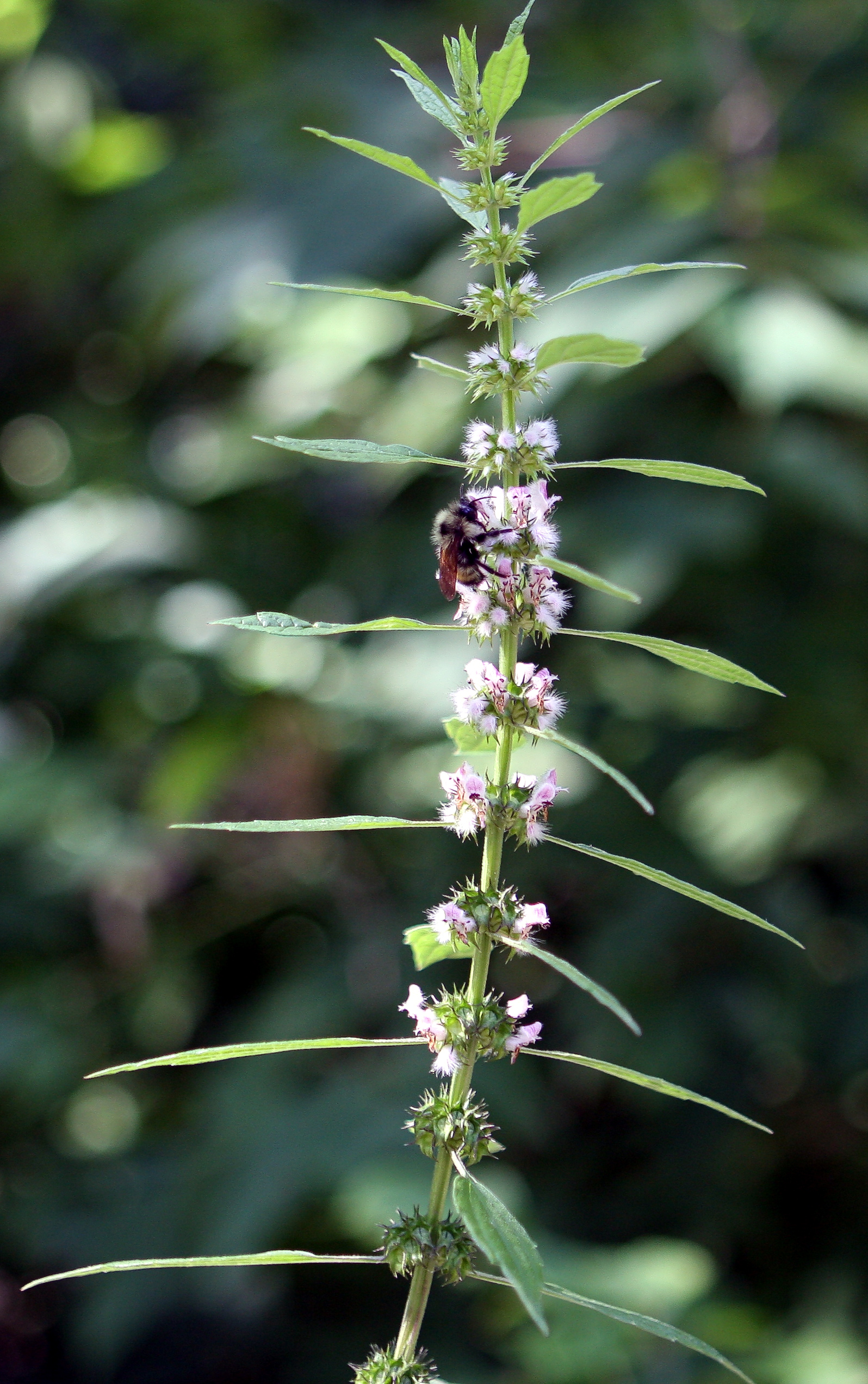
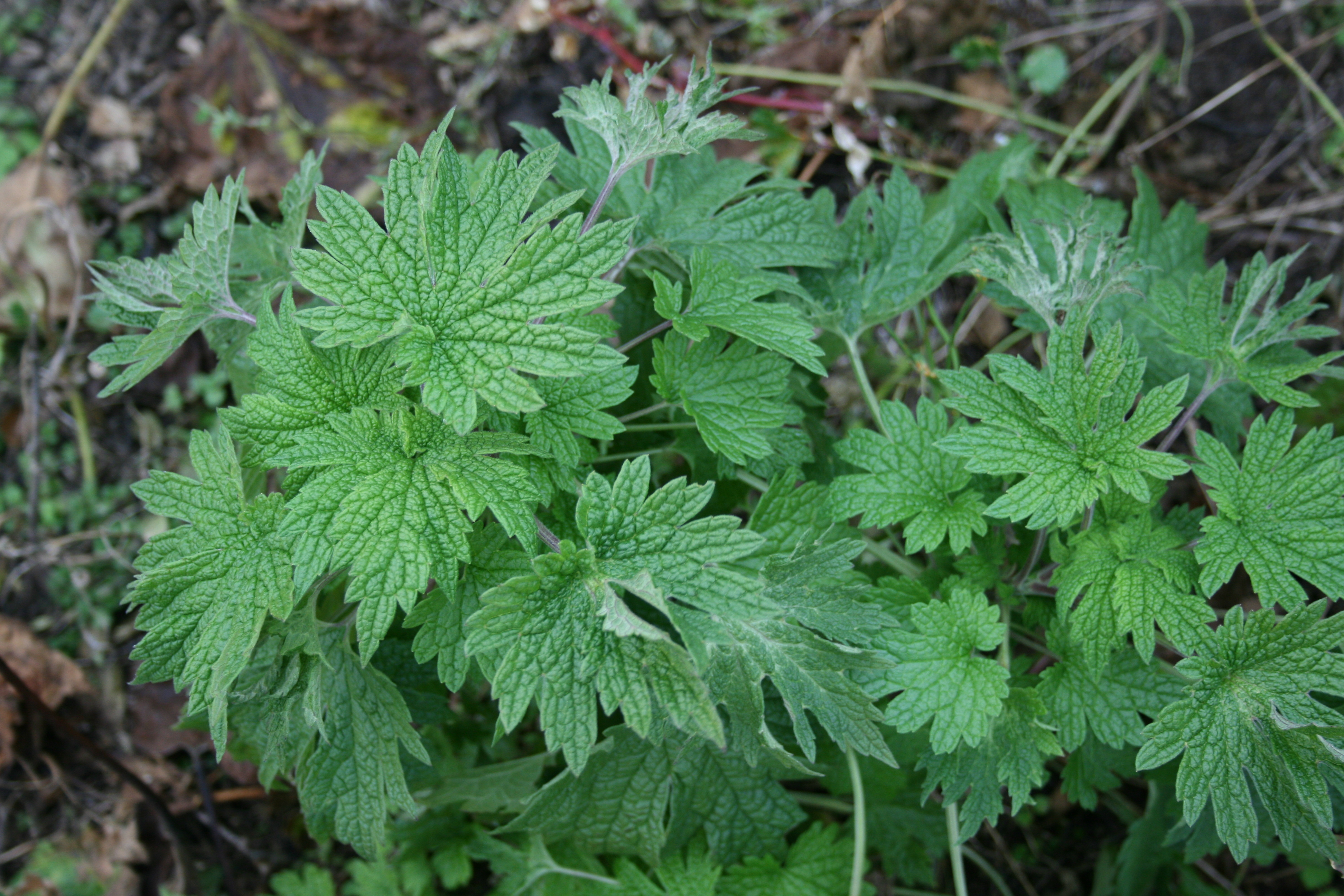